# Dofus Pets
Pour les articles homonymes, voir Dofus (homonymie).
Dofus Pets est une bande dessinée française parue aux éditions Ankama. Elle est scénarisée par Mig et Waltch et illustrée par ce dernier. Elle s'organise par histoires d'une ou plusieurs pages, à la façon de Boule et Bill.
En 2016, le développement d'un jeu mobile homonyme, basé sur le concept du Tamagotchi, fut annoncé. Le jeu est sorti le 4 juillet 2017.

## Tomes
1. Le Refuge de Mémé, Roubaix, Ankama, 3 juillet 2015, 48 p. (ISBN 978-2-35910-809-5)
2. La Guerre des laids-poils, 19 août 2016, 48 p. (ISBN 978-2-35910-970-2 et 2-35910-970-7)

## Jeu mobile

Stand d'Ankama pour Dofus Pets à la Japan Expo 2017.

Décliné en application mobile, Dofus Pets propose à ses utilisateurs d'adopter un animal virtuel issu du Monde des Douze (la planète principale du Krosmoz) et de s'en occuper afin de le faire évoluer jusqu'à sa maturité. Au terme de son expérience de jeu, le joueur à la possibilité de jouer à des mini-jeux et de remplir des objectifs afin de collecter des pièces. Il peut aussi, une fois que le familier a atteint sa maturité, l'exporter dans les différents jeux proposés par Ankama Games tels que Dofus, Krosmaga et Wakfu.
Le jeu est paru sur iOs et Android le 3 juillet 2017, édité par Ankama Games.